# John William Godward
John William Godward (Wimbledon, 9 augustus 1861 – Londen, 13 december 1922) was een Engelse kunstschilder.

## Leven en werk
Godward werd geboren in een Londens ambtenarengezin. Hij deed een studie architectonisch tekenen en wijdde zich vervolgens aan de schilderkunst. Aan het einde van de negentiende eeuw werd hij een beschermeling van Sir Lawrence Alma-Tadema en exposeerde met regelmaat in de Royal Academy of Arts. Samen met Henry Ryland leidde hij een kunstenaarswerkplaats in Londen.
Godward wordt gerekend tot het Neoclassicisme en ook wel tot de 'olympische' prerafaëlieten. Zijn favoriete onderwerp was de klassieke oudheid. Hij schilderde vaak mooie vrouwen in Romeinse toga's of ook wel (gedeeltelijk) naakt, met veel oog voor detail (stof, huid, dierenhuiden).
Tussen 1904 en 1919 verbleef hij regelmatig in Italië, waar hij vanaf 1912 met een van zijn modellen samenwoonde in Rome. In 1919 keerde hij om gezondheidsredenen terug naar Engeland. In 1922 pleegde hij zelfmoord. In zijn afscheidsbrief schreef hij dat "de wereld niet groot genoeg was voor hem en Picasso". Godwards familie was zo beschaamd over zijn zelfmoord dat ze al zijn papieren en foto's vernietigde. Van Godward is dan ook geen enkele foto bewaard gebleven.
Een van zijn bekendste schilderijen, Sweet Nothings, bevindt zich in de verzameling van Andrew Lloyd Webber. Godward maakte in 1907 al een eerdere versie van dit schilderij, zoals hij vaker meerdere varianten maakte van hetzelfde werk.

## Galerij

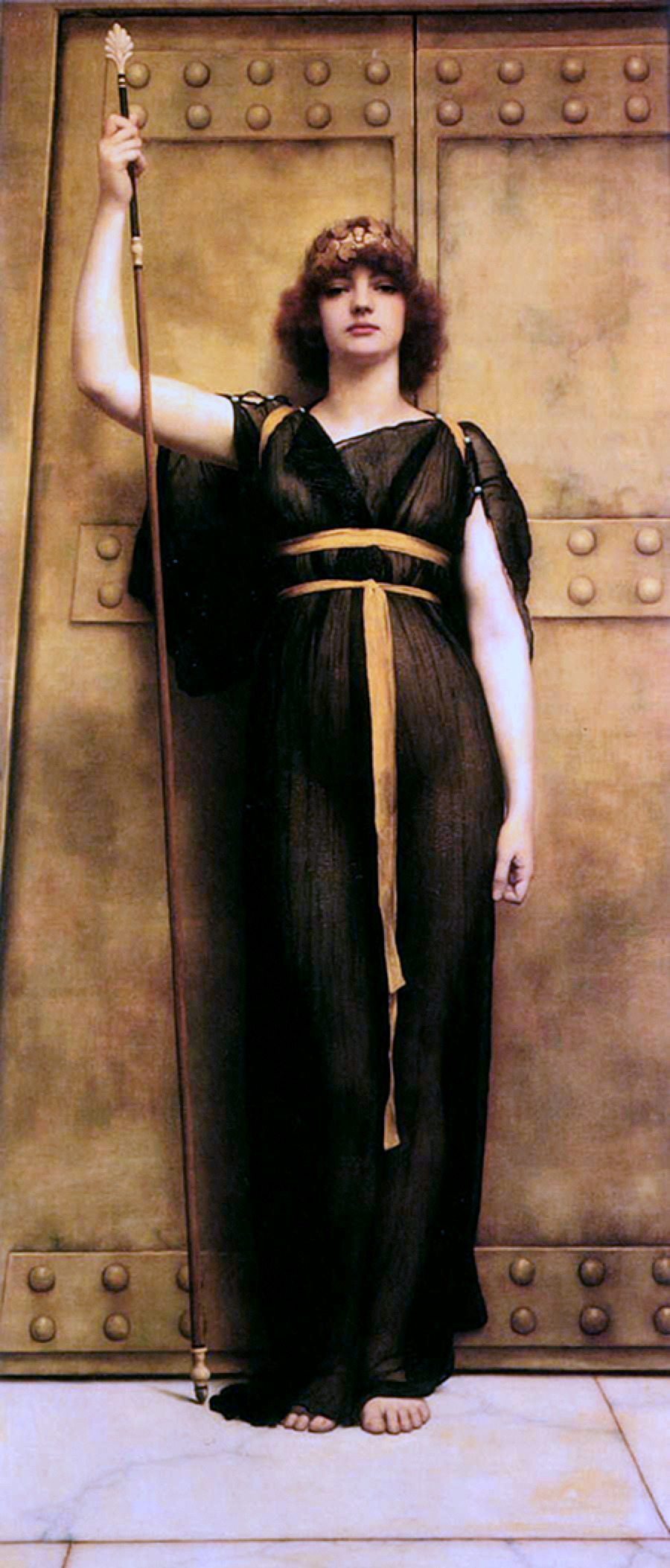
"A Priestess", 1894
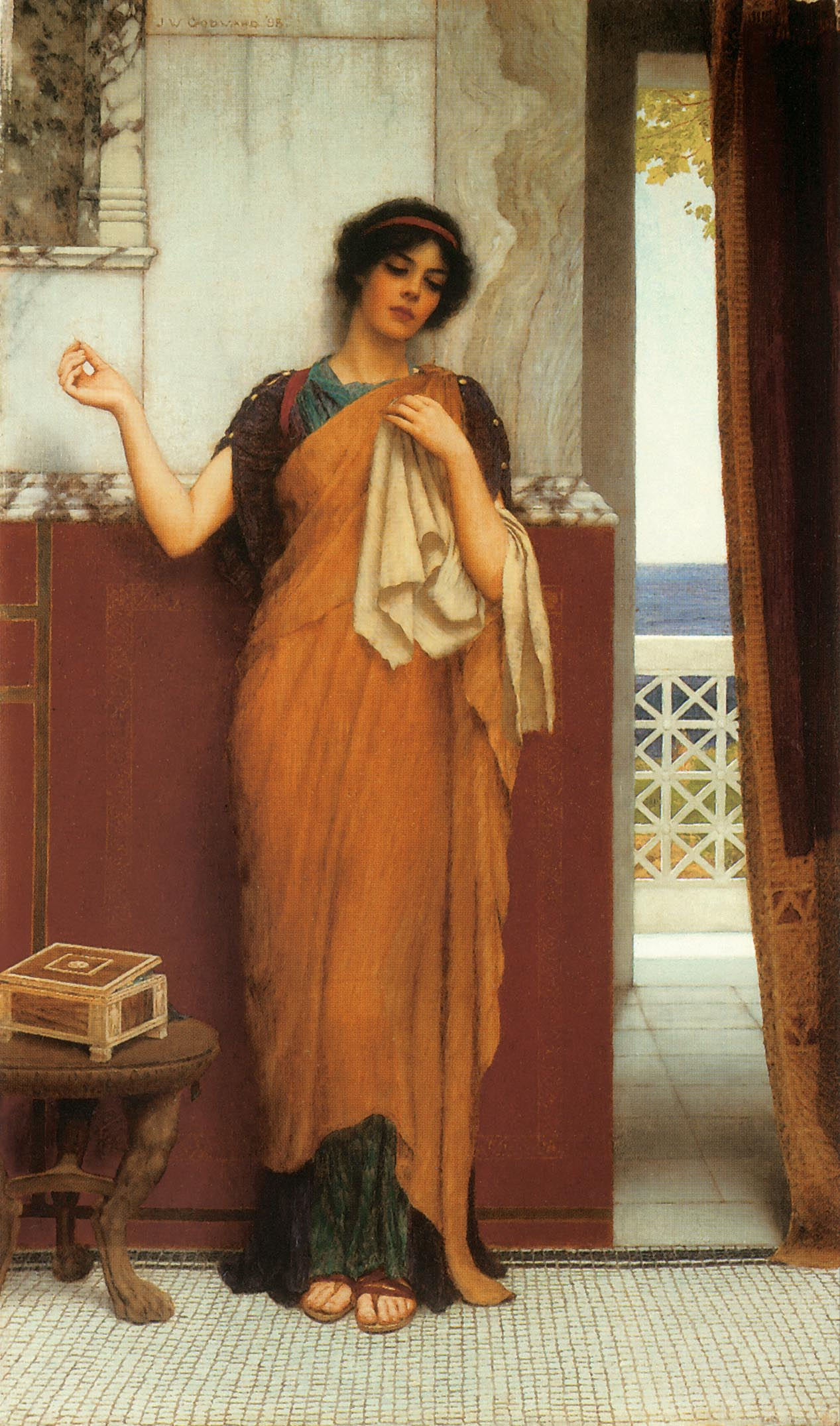
"Idle Thoughts", 1898
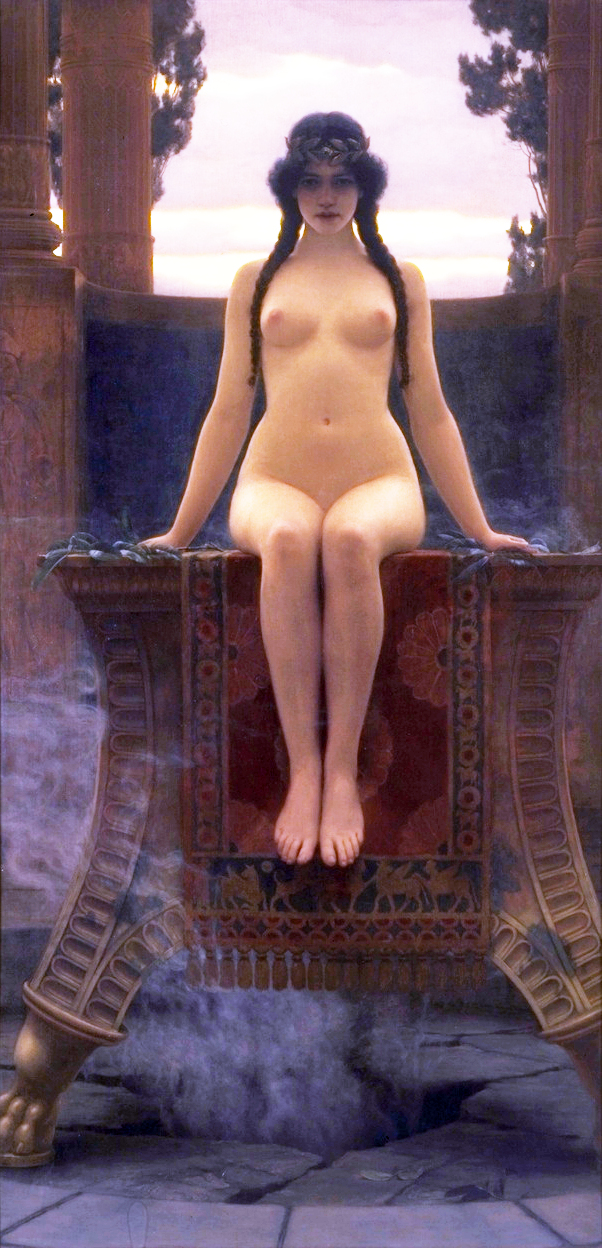
"L'Oracle de Delphes", 1899
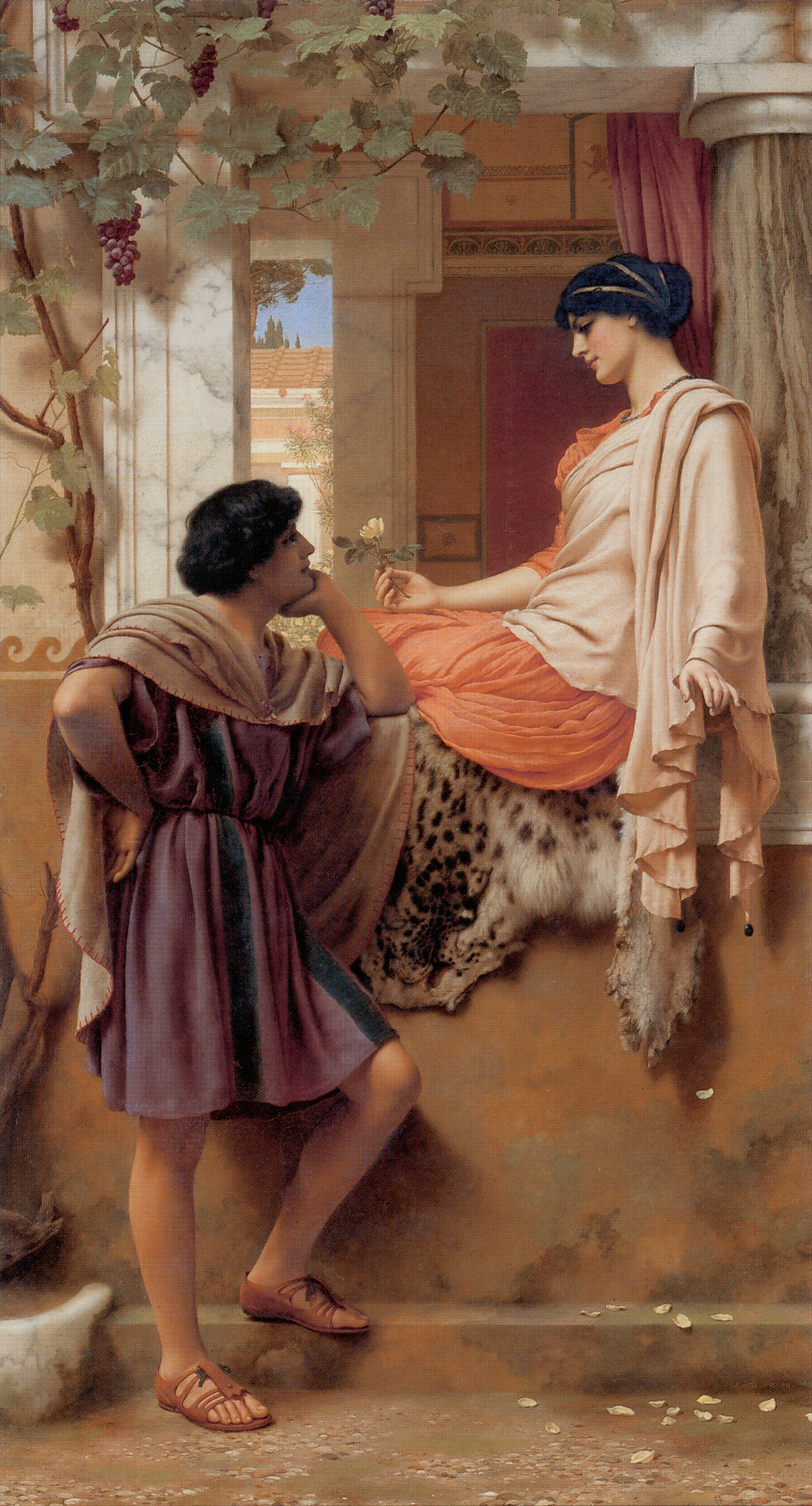
"The Old Old Story", 1903
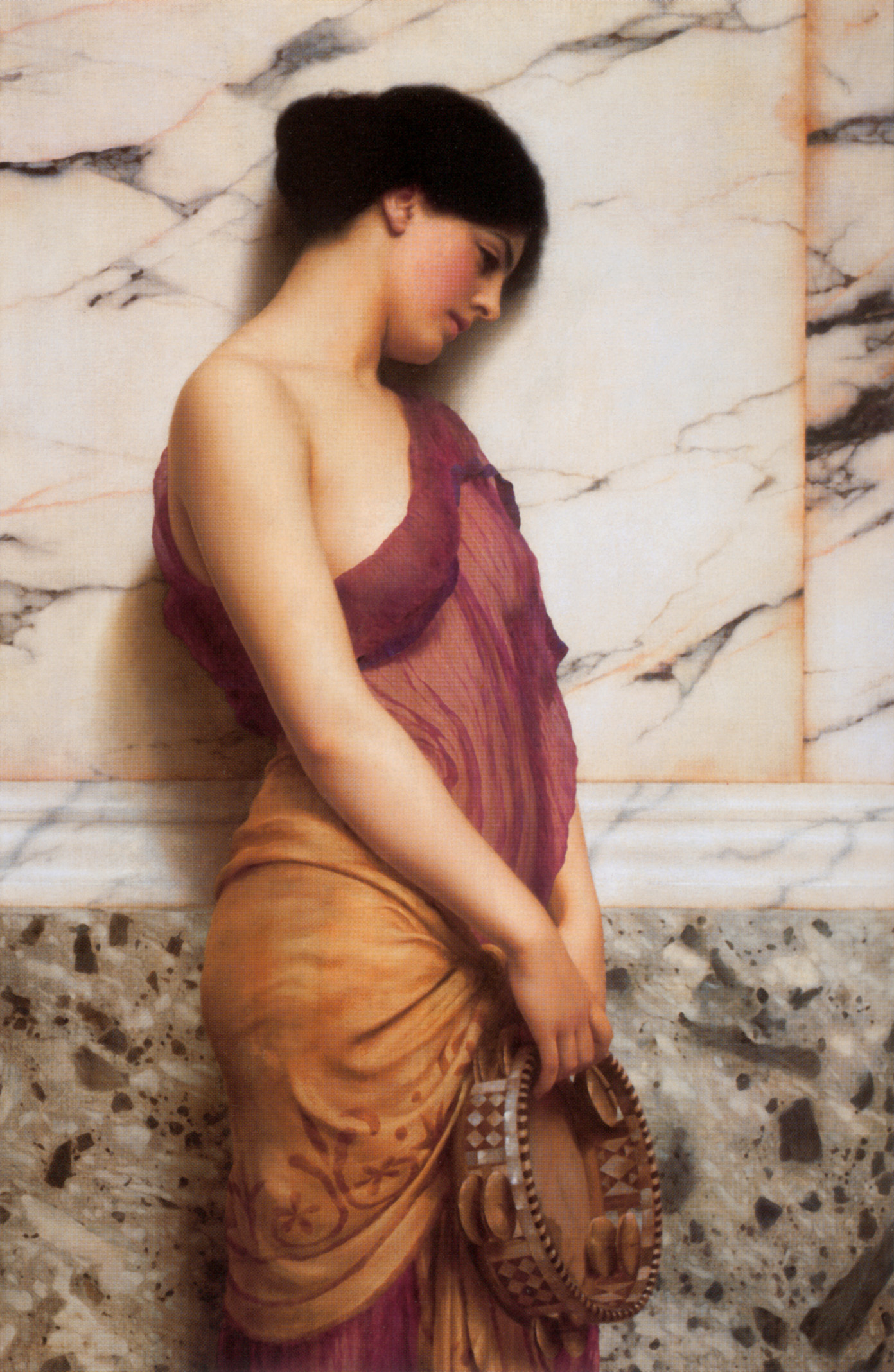
"The Tambourine Girl", 1906
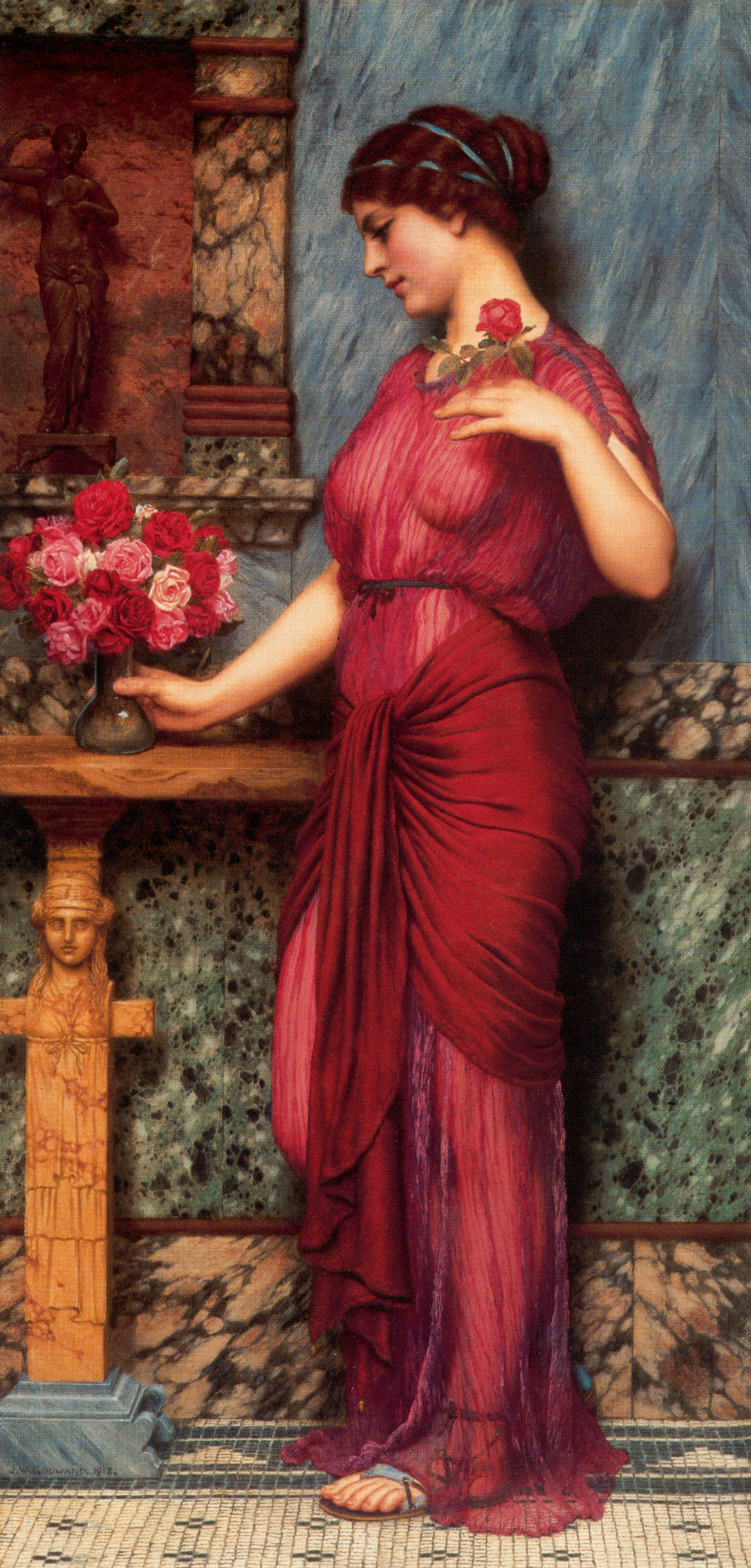
"An Offering to Venus", 1912
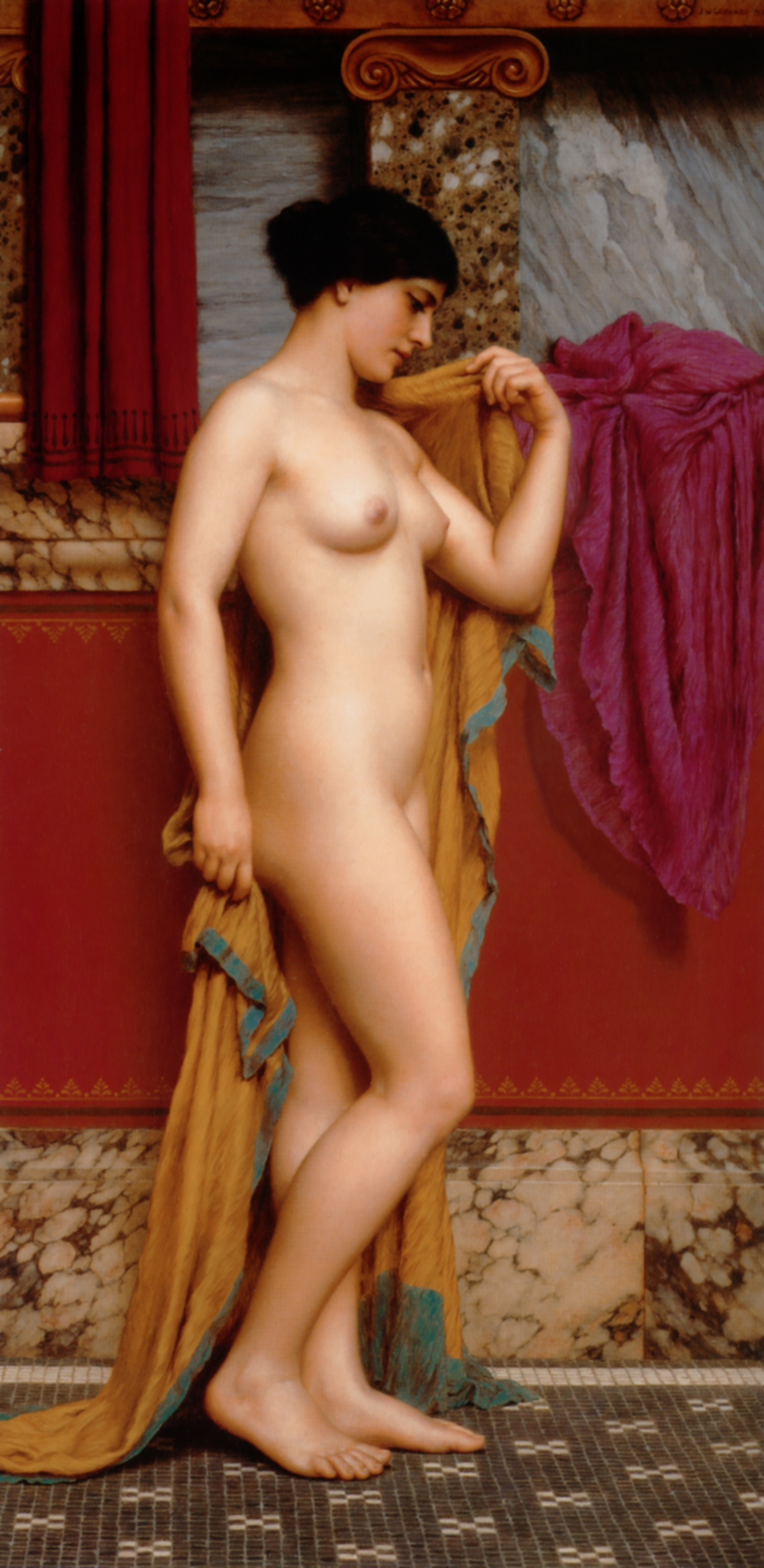
"In the Tepidarium", 1913
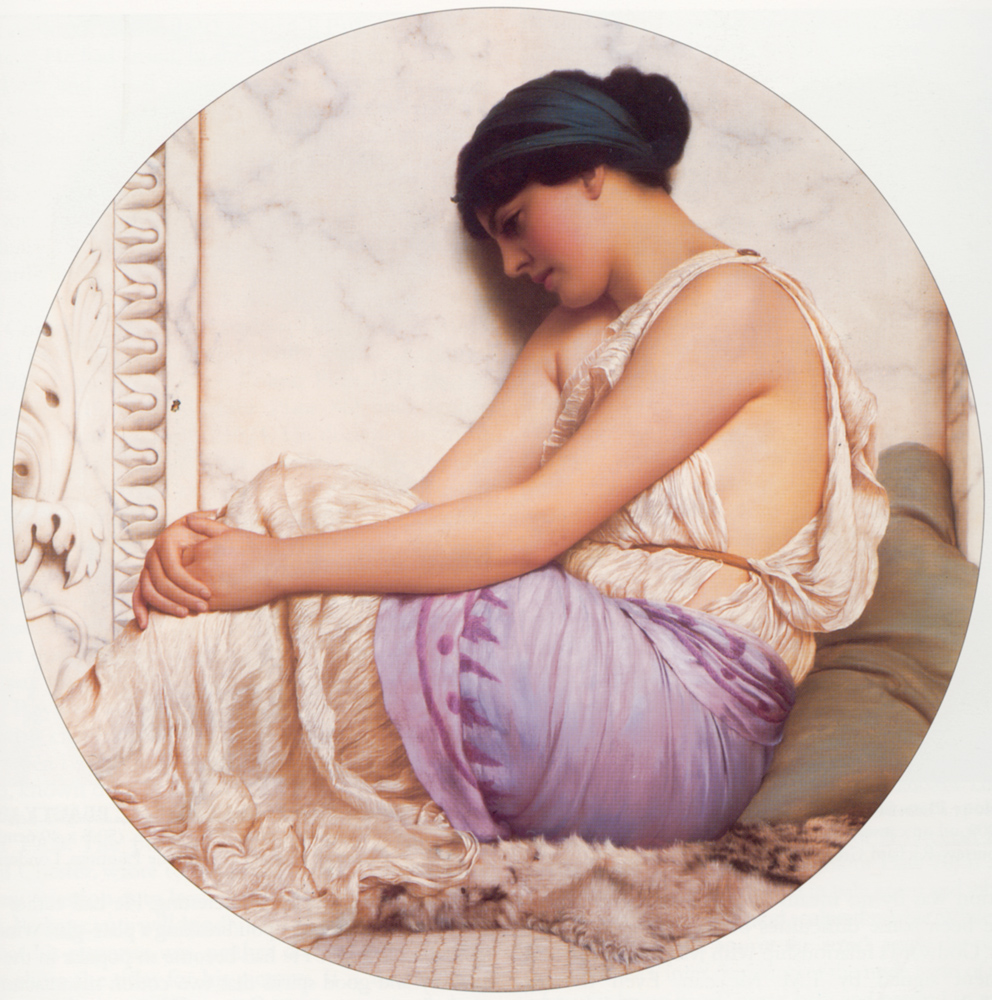
"A Grecian Girl", 1908
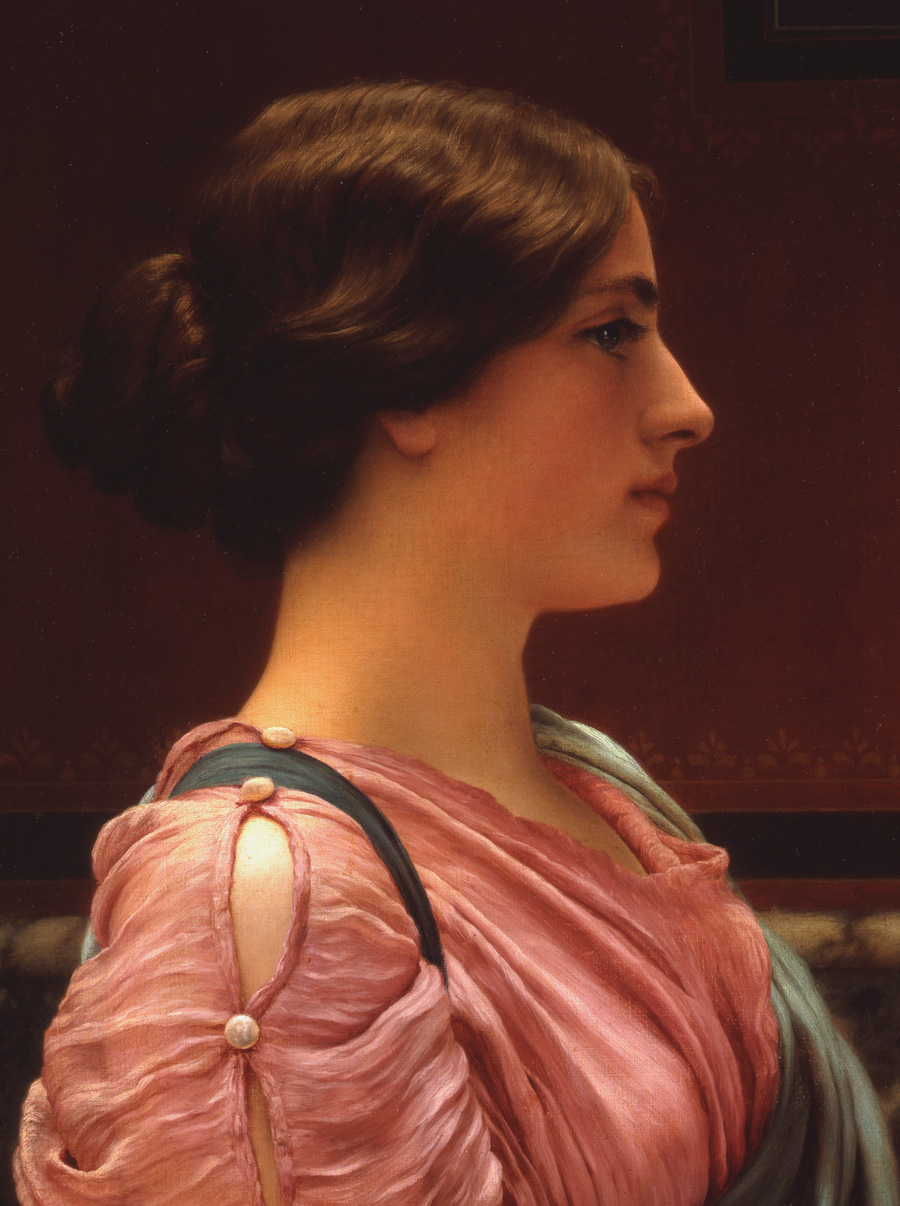
"A Classical Beauty"
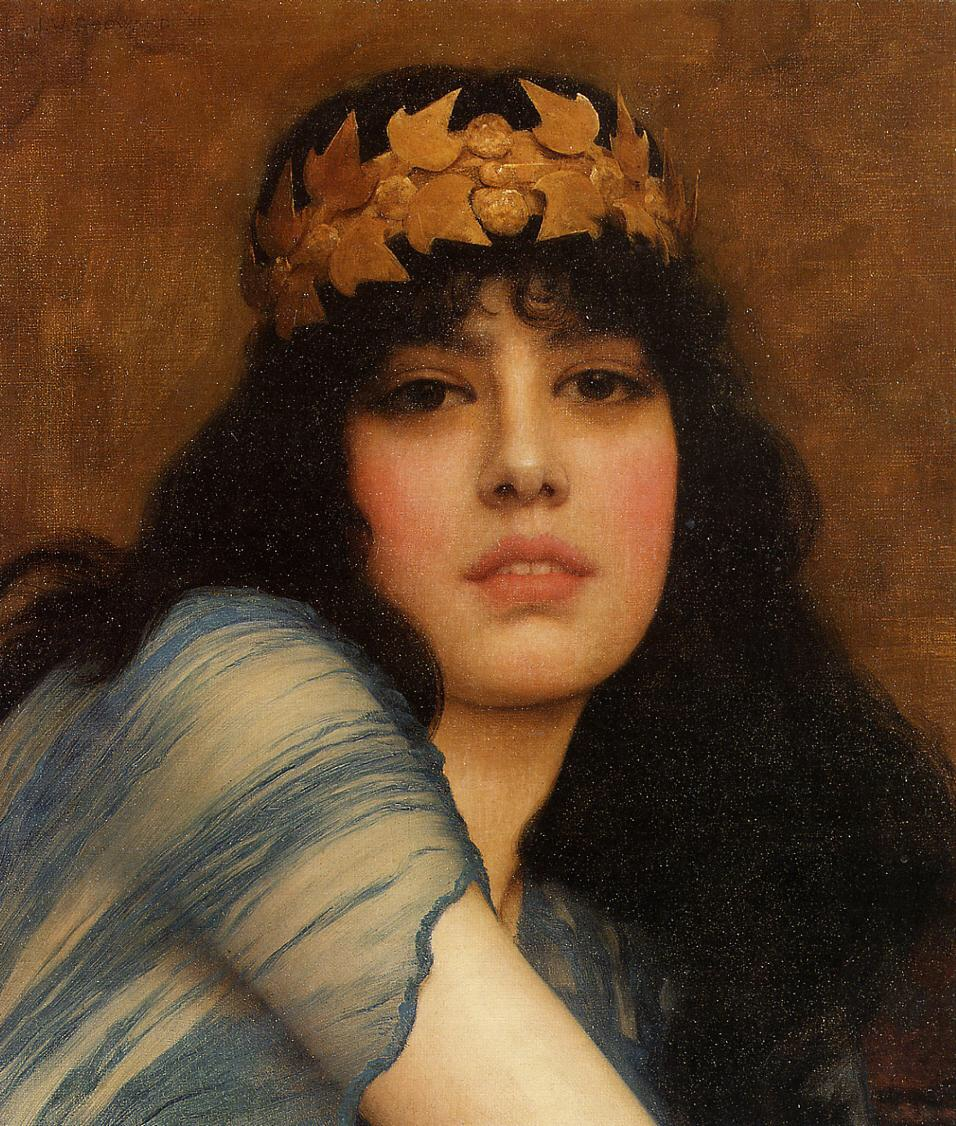
"Head of a girl"
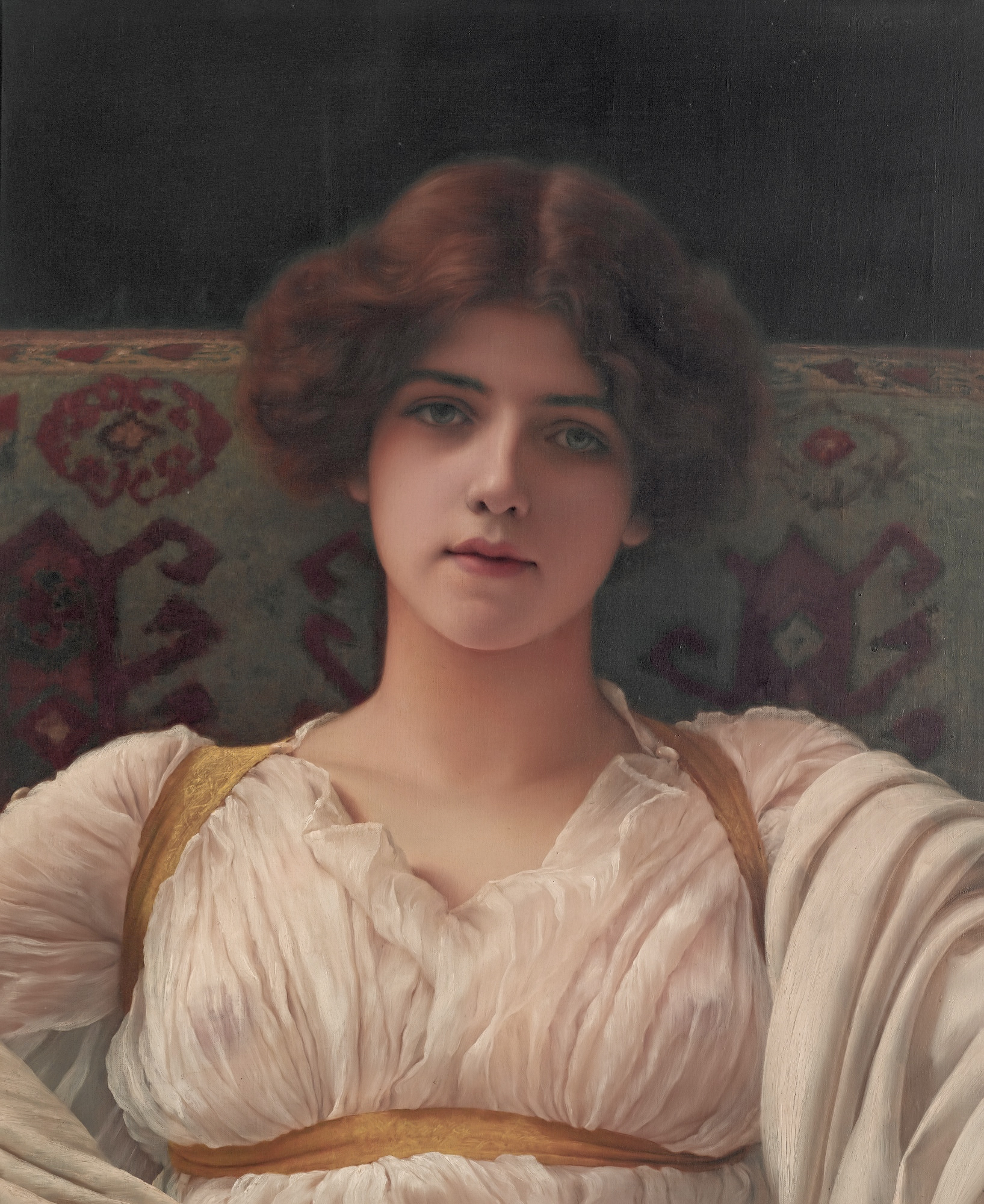
"Study of miss Ethel Warwick", 1898
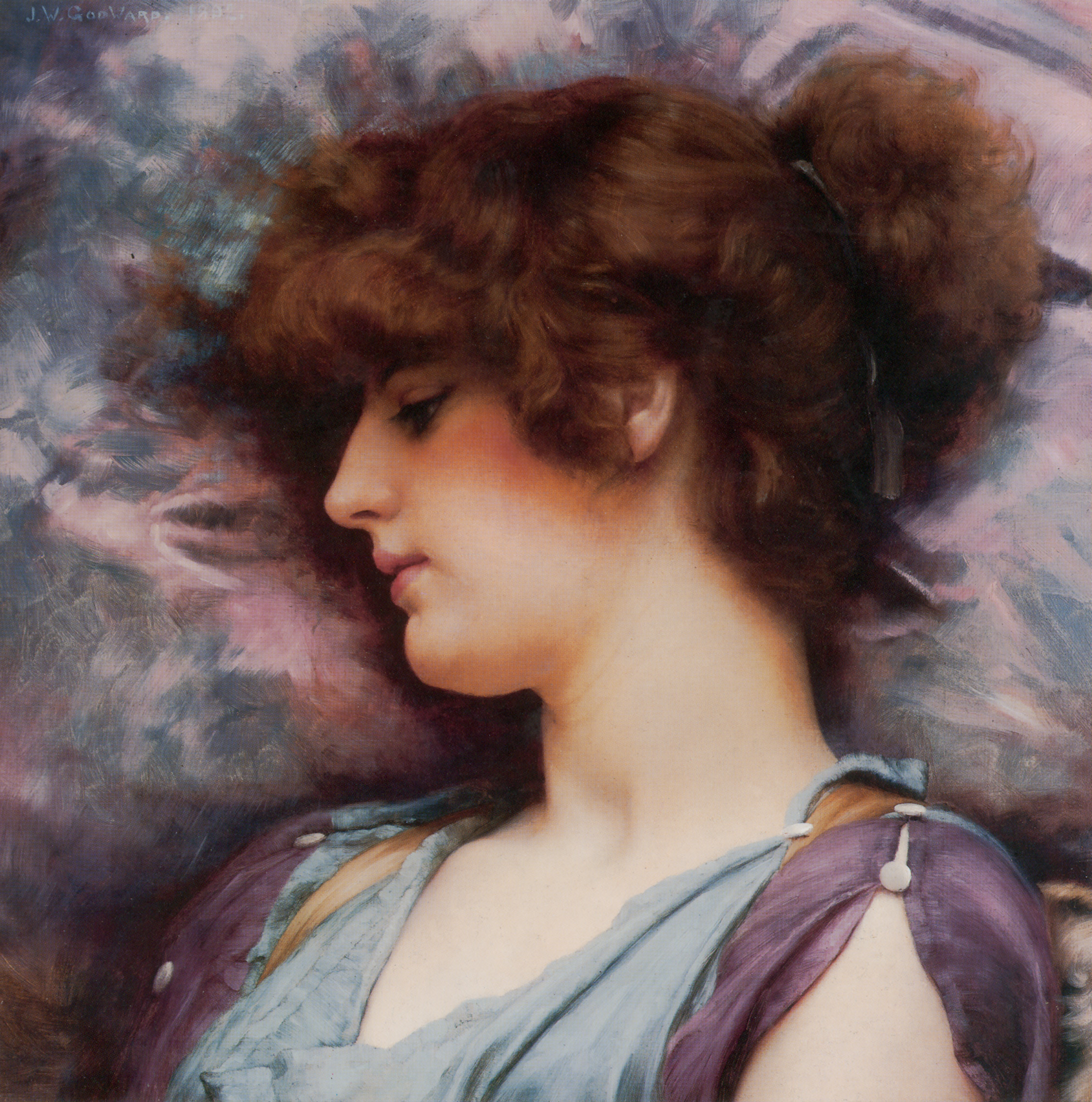
"Far away Thoughts"